# Michel v. Tell
Michel von Tell,  (Zürich, 1980. október 8. –) humorista, újságíró és vállalkozó.

## Élete
Michel von Tell 1980. október 8-án született Zürich kantonban. Profi baseballt játszott a második országos bajnokságban, a svájci NLB-ben.
A Ruanda-rali (Rwanda Mountain Gorilla Rally) 2000. évi országos rangadón hatodik lett.
Miután a NYIF-ben tanult, start-up vállalkozóként és befektetőként dolgozott.
2012-ben eladta üzleteinek nagy részét.
Azóta olyan ismert vendégekkel jelent meg az új médiában, mint Peter Scholl-Latour és Gerhart Baum.
A német Bundestag tanácsadójaként dolgozik.
A magánéletében időnként részt vesz pókerversenyeken, és az ország egyik legsikeresebb játékosa.

## Világrekord
2020 márciusában világrekordot döntött az első elektromos Harley-Davidson LiveWire.
24 óra alatt 1723 kilométert tett meg.
A világrekord nagy nemzetközi figyelmet kapott.